# Omięcin (województwo zachodniopomorskie)
Omięcin – osada w Polsce położona w województwie zachodniopomorskim, w powiecie stargardzkim, w gminie Stargard. 
Miejscowość wchodzi w skład sołectwa Pęzino.
W latach 1975–1998 miejscowość administracyjnie należała do województwa szczecińskiego.